# فاک یو اند دن سام
فاک یو اند دن سام (!!!فاک یو!!! اند دن سام) آلبومی از گروه موسیقی آورکیل است که در سال ۱۹۹۶ دوباره منتشر شده است.

## فهرست آهنگ‌ها
| تعداد | عنوان                     | طول آهنگ |
| ----- | ------------------------- | -------- |
| ۱     | فاک یو اند دن سام         | ۲:۲۰     |
| ۲     | فساد درون                 | ۶:۴۱     |
| ۳     | کودن                      | ۳:۵۷     |
| ۴     | کله رو به کار بگیر (زنده) | ۵:۱۸     |
| ۵     | خشم برق آسا (زنده)        | ۳:۵۰     |

| تعداد | عنوان                           | طول آهنگ |
| ----- | ------------------------------- | -------- |
| ۶     | فاک یو اند دن سام               | ۲:۲۸     |
| ۷     | حفره آسمان (زنده، کاور بلک سبث) | ۳:۴۲     |
| ۸     | شیطان هرگز نمی میرد (زنده)      | ۶:۱۱     |
| ۹     | فساد درون (زنده)                | ۵:۱۴     |
| ۱۰    | کشنده اگر بلعیده                | ۶:۲۰     |
| ۱۱    | پاسخ                            | ۸:۴۹     |
| ۱۲    | آورکیل                          | ۳:۴۱     |

## اعضای گروه
- رات اسکیتس - درام (آهنگ‌های ۱ تا ۶ و ۹ تا ۱۲)
- دی.دی. ورنی - گیتار باس
- بابی الزورث - خواننده
- بابی گوستافسون - گیتار
- سید فالک - درام و ساز کوبه‌ای (آهنگ ۷ و ۸)

## امتیاز منتقدان
| بررسی انتقادی | بررسی انتقادی |
| منبع          | رتبه‌بندی      |
| ------------- | ------------- |
| آل‌میوزیک      | [ ۱ ]         |